# Ángel del Campo y Cerdán
Ángel del Campo y Cerdán   (Conca, 11 de maig de 1881 - Madrid, 4 de novembre de 1944) fou un químic espanyol.

## Biografia
Ángel del Campo va quedar orfe de pare poc abans de complir els cinc anys. El fet de no tindre germans i viure només amb sa mare va fer d'ell un nin solitari i introvertit. Amb tan sols catorze anys acabà el batxillerat, sent mereixedor del premi extraordinari. Es traslladà a la Universitat de Madrid, actualment Universitat Complutense, en 1895, convertint-se en l'alumne més jove que hi hagi estudiat química en la facultat de ciències d'aquesta universitat.
El 1901 obtingué el títol de Llicenciat en Ciències. Aquest mateix any començà a donar classes com a professor de física general i, després, de química general. El 1906 es doctorà en Ciències Fisicoquímiques, obtenint novament el premi extraordinari. L'any següent va ser nomenat auxiliar interí del catedràtic Juan Fagés y Virgili.
El 1908 va ser pensionat per la Junta d'Ampliació d'Estudis i Investigacions Científiques (JAE) per a estudiar en París. Al seu retorn va ser nomenat auxiliar numerari de la Secció de Químiques el 1911 i va ser pensionat de nou per a estudiar espectroquímica a París i a Lieja. El 1915 obtingué la càtedra d'Anàlisi Química General, publicant des de llavors diversos treballs sobre anàlisi química espectroscòpica i diversos tractats de química.
Va formar part de la Comissió Internacional de Nomenclatura Química, de la Comissió Nacional de Pesos Atòmics i va ser representant de la Societat Espanyola de Física i Química (SEFQ) en la Federació de Societats Químiques. El 1926 fou nomenat acadèmic de la Reial Acadèmia de Ciències Exactes, Físiques i Naturals, i hi ingressà l'any següent amb el discurs Fases principales por que ha ido pasando el pensamiento científico en torno a la idea del sistema periódico.
Col·laborador científic de la II República Espanyola, després de la Guerra Civil va ser depurat i posteriorment rehabilitat, continuant amb la seva labor docent i investigadora durant alguns anys més, fins al 4 de novembre de 1944, data de la seva defunció.

## Obra
Va exercir un important paper en la història de la química espanyola per:
1. Ser el primer que, des de la guerra de la Independència, després de la Restauració i el desastre del 98, en l'àmbit de les ciències fisicoquímiques, "fa química" a Espanya al mode europeu: un autèntic programa d'investigació de llarg termini (en concret, d'espectroscòpia).
2. Ser el primer que publica amb científics europeus del més alt nivell (Georges Urbain).
3. Fer de "pare de la química espanyola" amb la creació d'equip d'investigació d'espectroscòpia) i escola de química analítica.

Contribucions concretes a la química:
1. Els descobriments de germani en les blendes dels Pics d'Europa, de gal·li en l'aigua del mar, de platí en les cromites dels Urals, etc.
2. La primicialitat del descobriment de l'espectre de bandes del silici.
3. El coneixement dels grups de línies no seriades en l'espectre del calci.
4. La introducció de la idea dels multiplets que consagraria posteriorment el seu deixeble Miguel Catalán.
5. L'obtenció d'una sèrie werneriana dels complexos hidratats del crom.

Contribucions complementàries:
1. La seva dedicació a la renovació de l'ensenyança per mitjà de la preparació de textos docents i la innovació dels plans d'estudi de la seva època per mitjà de la millora de laboratoris i pràctiques d'alumnes.
2. Haver estat mestre de Miguel A. Catalan Sañudo.
3. La seva important contribució a la Nomenclatura Química aportant rigor a l'espanyolització dels nous termes i per mitjà de la seva pertinença a la corresponent Comissió Internacional.
4. La seva destacada presència internacional obrint, junt amb Enric Moles i Ormella i Obdulio Fernández Rodríguez, la química espanyola al món científic.

### Obres
- El espectro de bandas de silicio. Anales, XIII, 98-130; 316-326; y 478-493.
- Los grupos de líneas no seriadas en el espectro del Calcio. Rev. R. Acad. Cienc. Ex., Fís. y Nat., t. V de la 2ª serie. Febrero 1922., t. XX, pp. 217–235. Presentado por B. Cabrera.

Trab. Lab. Inv. Fís. nº 68, 1922.